# Vladimir Gubarev
Vladimir  Stepanovič Gubarev (Владимир Степанович Гу́барев; Mahilëŭ, 26 agosto 1938 – Mosca, 25 gennaio 2022) è stato un giornalista, scrittore, drammaturgo e sceneggiatore russo, fino al 1991 sovietico.

## Biografia
Gubarev iniziò la sua carriera come giornalista specializzato in temi scientifici, e in particolare in astronautica, per la Pravda. Adattò diversi dei suoi reportage in opere teatrali e sceneggiature. Nel 1978 ricevette il Premio di Stato dell'Unione Sovietica.
Conquistò la ribalta internazionale grazie alla sua opera teatrale Sarcofago ("Sarkofag"), basata su alcuni articoli della Pravda da lui scritti sul disastro di Černobyl' del 1986. Il dramma ricevette una nomination al Premio Laurence Olivier del 1987 come miglior nuova opera teatrale.
Gubarev è morto a Mosca il 25 gennaio 2022, all'età di 83 anni.